# 19 мая
19 мая — 139-й день года (140-й в високосные годы) по григорианскому календарю.
До конца года остаётся 226 дней.
До 15 октября 1582 года — 19 мая по юлианскому календарю, с 15 октября 1582 года — 19 мая по григорианскому календарю.
В XX и XXI веках соответствует 6 мая по юлианскому календарю.

## Праздники и памятные дни
См. также: Категория:Праздники 19 мая

### Национальные
- Вьетнам — День рождения Хо Ши Мина, вьетнамского вождя.
- Греция — День памяти геноцида малоазийских греков.
- Дания — День всеобщей молитвы.
- Россия/ Татарстан — День татарской печати[2].
- Туркменистан — Праздник поэзии Магтымгулы.
- Турция — День памяти Ататюрка, молодёжи и спорта.
- Украина — День памяти жертв политических репрессий.
- Финляндия — День поминовения (День памяти погибших).
- Финляндия — День военного флага.

### Профессиональные
- Россия — День фармацевтического работника.

### Религиозные
Православие
- Праведного Иова Многострадального (ок. 2000—1500 гг. до н. э.);
- преподобного Михея Радонежского (1385);
- преподобного Иова Почаевского, игумена (XVII);
- мучеников Ва́рвара воина, Вакха, Каллимаха и Дионисия (ок. 362)[5];
- мученика Ва́рвара Луканского, бывшего разбойника[6].

 Католицизм
- Память святого Ива Элори, покровителя юристов (день юристов и нотариусов).

### Именины
- Католические: Николай[источник не указан 3742 дня].
- Православные: Вакх, Варвар, Денис, Иов, Каллимах, Михей[3][4].

## События
См. также: Категория:События 19 мая

### До XVIII века
- 639 — провальное покушение на императора Ли Ши-миня[7].
- 715 — римским папой стал Григорий II[8].
- 934 — Арабо-византийские войны: Иоанн Куркуас отвоевал Мелитену[9].
- 1051 — Анна Ярославна вышла замуж за французского короля Генриха I[10].
- 1536 — в Лондоне была обезглавлена Анна Болейн, вторая жена Генриха VIII, по сфабрикованному обвинению в «государственной и супружеской измене»
- 1586 — в устье реки Самары начато строительство крепости. [уточнить]
- 1643
  - битва при Рокруа — сражение Тридцатилетней войны между французами и испанцами. Окончилось полным поражением испанской армии.
  - Федерация Новой Англии формируется Коннектикутом, Новой Гаванью (New Haven), Плимутом и Массачусетской Бухтой.
- 1649 — Англия провозглашена республикой.
- 1662 — Акт Единообразия («The Act of Uniformity») получил одобрение в пересмотренном Английском Молитвеннике и изъял право принимать вооружения против короля; пресвитерианство в церкви уничтожено и многие священники, не принявшие этого, изгнаны. Лицензионный акт запретил импорт литературы противоречащей христианской вере.
- 1698 — один из первых контактов между Россией и Мальтийским орденом. Б. П. Шереметев получил знаки Мальтийского ордена[11].

### XVIII век
- 1714 — Санкт-Петербург упомянут как «царствующий град» вместо Москвы в отпечатанном в этот день «Календаре или Месяцослове...»[12].
- 1743 — Жан-Пьер Кристин[англ.] предложил свой проект ртутного термометра, где 0 был точкой замерзания воды, а 100 — точкой кипения воды[13][14].
- 1780 — «чёрный день», когда по непонятным причинам над территорией Северной Америки померкло Солнце; Луну в 150 градусах от Солнца наблюдали видом «как кровь» на территории Новой Англии[15].
- 1798 — Начался Египетский поход Наполеона.

### XIX век
- 1802 — по инициативе Наполеона I во Франции учреждён Орден Почётного легиона.
- 1815 — кантон Женева присоединяется к Швейцарской конфедерации.
- 1817 — учреждение в Российской империи Государственного коммерческого банка.
- 1849 — после высылки из Пруссии Карла Маркса вышел последний номер «Новой рейнской газеты», издававшейся К. Марксом и Ф. Энгельсом. Номер был напечатан красной краской и стал сенсацией.
- 1897 — завершился срок заключения Оскара Уайльда в Редингской тюрьме.

### XX век
- 1906 — открыто движение по Симплонскому железнодорожному тоннелю.
- 1907 — создана Футбольная ассоциация Финляндии.
- 1908 — на сцене парижской «Гранд-опера» Сергей Дягилев поставил оперу М. Мусоргского «Борис Годунов» с Фёдором Шаляпиным в заглавной роли.
- 1910 — возвращение кометы Галлея: Земля пересекла хвост кометы.
- 1922 — Всероссийская конференция комсомола приняла решение «О повсеместном создании пионерских отрядов»; дата основания Всесоюзной пионерской организации.
- 1926 — Томас Эдисон впервые выступил по радио. На вечере, устроенном Национальной электрической компанией в Атлантик-Сити, его попросили выступить перед микрофоном. Растерявшись, изобретатель произнёс: «Я не знаю, что и сказать… Я впервые говорю перед такой штуковиной. Спокойной ночи!».
- 1930 — белым женщинам предоставили избирательные права в Южной Африке.
- 1934 — переворот в Болгарии.
- 1938 — Японо-китайская война 1937—1945 годов: части японской 13-й дивизии вошли в Сюйчжоу, который уже покинули китайские войска[16].
- 1944 — в СССР принято решение о создании Совета по делам неправославных культов.
- 1956 — открыто прямое беспересадочное железнодорожное пассажирское сообщение между Москвой и Веной.
- 1961 — беспилотный космический аппарат Венера-1 впервые пролетел около Венеры.
- 1969 — в Росарио (Аргентина) вспыхивает восстание против диктатуры.
- 1974 — венгерский изобретатель, скульптор и профессор архитектуры Эрнё Рубик изобрёл кубик Рубика.
- 1978 — группа Dire Straits выпустила в Англии свой первый сингл — «Sultans of Swing».
- 1979 — свадьба Эрика Клэптона и Патти Бойд, в честь которой музыкант ещё в 1970 написал песню «Layla».
- 1980
  - Премьера в Москве фильма Андрея Тарковского «Сталкер» по мотивам романа братьев Стругацких «Пикник на обочине».
  - В Анахайме, Калифорния, Apple представил публике свою новую разработку — компьютер «Apple III». Это стало первой неудачей известной фирмы.
- 1989 — в Москве открылся первый всесоюзный конкурс «Мисс СССР-89». Победительницей стала московская десятиклассница Юлия Суханова (172, 55, 91-59-90).
- 1991 — референдум о независимости Хорватии: 93,24 % проголосовали за независимость.
- 1993 — катастрофа Boeing 727 под Медельином (Колумбия), погибли 132 человека.
- 1996 — налётчик Лесли Рогге стал первым, кого ФБР арестовало после публикации фото в Интернете.
- 1999
  - Государственная Дума РФ приняла закон о переименовании города Новгорода в Великий Новгород.
  - Финал последнего в истории Кубка обладателей кубков УЕФА: в Бирмингеме итальянский «Лацио» обыграл испанскую «Мальорку» (2:1).

### XXI век
- 2001 — новым ведущим телевизионной игры «Что? Где? Когда?» стал Борис Крюк.
- 2004 — впервые с 1999 года Еврокомиссия разрешила импорт генетически изменённого продукта — кукурузы «Вексель 11».
- 2005 — в 44 регионах России прошли массовые акции протеста автовладельцев против обсуждаемого правительством запрета на ввоз и эксплуатацию автомобилей с правосторонним рулевым управлением.
- 2008 — российский ближнемагистральный пассажирский самолёт Sukhoi Superjet 100 впервые поднялся в небо. Самолёт провёл в воздухе 1 час 5 минут.
- 2012 — лондонский «Челси» впервые стал победителем Лиги чемпионов УЕФА, переиграв в финале в Мюнхене местную «Баварию» в серии послематчевых пенальти.
- 2013 — начало вещания ОТР.
- 2016 — катастрофа A320 над Средиземным морем, 66 погибших.
- 2018 — свадьба принца Гарри и Меган Маркл в капелле Святого Георгия Виндзорского замка.
- 2024 — крушение вертолёта президента Ирана Ибрахима Раиси, 8 погибших.

## Родились
См. также: Категория:Родившиеся 19 мая

### До XIX века
- 1593 — Якоб Йорданс (ум. 1678), фламандский живописец («Поклонение пастухов», «Воспитание Юпитера» и др.).
- 1611 — Иннокентий XI (в миру Бенедетто Одескальки; ум. 1689), 240-й папа римский (1676—1689).
- 1683 — Бурхард Кристоф Миних (ум. 1767), российский генерал-фельдмаршал немецкого происхождения.
- 1738 — граф Михаил Каменский (ум. 1809), российский полководец, генерал-фельдмаршал.
- 1762 — Иоганн Готлиб Фихте (ум. 1814), философ, общественный деятель, представитель немецкого классического идеализма.
- 1780 — Николай Уткин (ум. 1863), русский художник-гравёр, преподаватель и профессор Петербургской АХ.
- 1782 — Иван Паскевич (ум. 1856), российский полководец, государственный деятель и дипломат.

### XIX век
- 1811 — Николай Рыбаков (ум. 1876), русский актёр, реформатор русской провинциальной сцены.
- 1857 — Джон Джекоб Абель (ум. 1938), американский биохимик и фармаколог, первооткрыватель адреналина, создатель первого аппарата для гемодиализа.
- 1860 — князь Михаил Волконский (ум. 1917), надворный советник, русский беллетрист и драматург.
- 1861 — Нелли Мелба (ум. 1931), австралийская оперная певица (колоратурное сопрано).
- 1870 — Альберт Гамильтон Фиш (казнён в 1936), американский серийный убийца и каннибал.
- 1879 — Николай Валентинов (при рожд. Вольский; ум. 1964), русский философ, публицист и мемуарист.
- 1881 — Мустафа Кемаль Ататюрк (ум. 1938), первый президент Турецкой Республики (1923—1938).
- 1888
  - Владимир Конашевич (ум. 1963), русский советский художник, график, автор иллюстраций к детским книгам.
  - Николай Шверник (ум. 1970), советский политик, Председатель Президиума Верховного Совета СССР (1946—1953).
- 1890
  - Донат Макиёнок (ум. 1941), российский военный лётчик-ас, участник Первой мировой войны.
  - Хо Ши Мин (ум. 1969), вьетнамский революционер, политик и военный деятель, президент Вьетнама (1945—1969).
- 1898 — Юлиус Эвола (ум. 1974), итальянский философ-эзотерик, писатель, поэт и художник.

### XX век
- 1901 — Юрий Билибин (ум. 1952), советский геолог, лауреат Сталинской премии, исследователь геологии россыпей.
- 1903 — Николай Ромадин (ум. 1987), живописец-пейзажист, график, народный художник СССР, академик АХ СССР.
- 1904 — Михаил Блейман (ум. 1973), советский кинодраматург, сценарист («Подвиг разведчика» и др.), теоретик кино.
- 1907 — Николай Литвинов (ум. 1987), режиссёр, актёр, народный артист РСФСР, один из организаторов и ведущих мастеров радиовещания для детей.
- 1908
  - Евгений Помещиков (ум. 1979), советский кинодраматург («Трактористы», «Сказание о земле Сибирской» и др.).
  - Перси Уильямс (застрелился в 1982), канадский легкоатлет, двукратный олимпийский чемпион (1928).
- 1909 — сэр Николас Уинтон (ум. 2015), британский филантроп, накануне Второй мировой войны организовавший спасение еврейских детей оккупированной немцами Чехословакии.
- 1910 — Расул Рза (ум. 1981), азербайджанский советский поэт, народный поэт Азербайджанской ССР.
- 1914 — Наталия Ильина (ум. 1994), русская советская писательница, публицист, журналистка, критик.
- 1920 — Николай Скоморохов (ум. 1994), советский лётчик-истребитель, маршал авиации, дважды Герой Советского Союза.
- 1923 — Георгий Арбатов (ум. 2010), советский и российский историк, академик.
- 1924 — Наум Бирман (ум. 1989), советский режиссёр театра и кино («Хроника пикирующего бомбардировщика», «Трое в лодке, не считая собаки» и др.), сценарист.
- 1925
  - Малкольм Икс (наст. имя Малколм Литл; убит в 1965), американский борец за права темнокожих.
  - Пол Пот (наст. имя Салот Сар; ум. 1998), камбоджийский политик, вождь «красных кхмеров».
- 1930 — Леонид Харитонов (ум. 1987), актёр театра и кино, заслуженный артист РСФСР, актёр МХАТа им. Горького.
- 1931 — Давид Вилкерсон (ум. 2011), американский христианский проповедник.
- 1932 — Майя Булгакова (погибла в 1994), актриса театра и кино, народная артистка РСФСР.
- 1938 — Игорь Тер-Ованесян, советский прыгун в длину, трёхкратный чемпион Европы, экс-рекордсмен мира.
- 1939 — Джеймс Фокс (при рожд. Уильям Фокс), английский актёр кино и телевидения.
- 1942 — Гэри Килдалл (ум. 1994), американский программист и предприниматель, основатель Digital Reseach, Inc.
- 1945 — Пит Таунсенд, британский гитарист, певец, автор песен, лидер рок-группы The Who.
- 1946 — Микеле Плачидо, итальянский актёр и кинорежиссёр, исполнитель роли комиссара Каттани в сериале «Спрут».
- 1948 — Грейс Джонс, американская певица, актриса, модель.
- 1949 — Дасти Хилл (наст. имя Джозеф Майкл Хилл), бас-гитарист и вокалист американской рок-группы ZZ Top.
- 1951 — Джоуи Рамон (наст. имя Джеффри Росс Хайман; ум. 2001), певец, автор песен, вокалист и основатель американской панк-рок-группы Ramones.
- 1953 — Шаварш Карапетян, советский спортсмен, многократный чемпион Европы, рекордсмен мира по подводному плаванию.
- 1955 — Екатерина Образцова, советский и российский театральный режиссёр, актриса, режиссёр-мультипликатор.
- 1958 — Сергей Бехтерев (ум. 2008), советский и российский актёр театра и кино.
- 1964
  - Милослав Мечирж, чехословацкий теннисист, бывшая четвёртая ракетка мира, олимпийский чемпион (1988).
  - Гитанас Науседа, литовский политик и экономист, президент Литвы (с 2019).
- 1965 — Александр Песков, советский и российский актёр театра и кино.
- 1966 — Валерий Сёмин, российский баянист, аранжировщик, певец, композитор, теле- и радиоведущий.
- 1967 — Джеральдин Сомервилль, британская актриса кино и телевидения.
- 1968 — Пол Хартнолл, британский музыкант, участник синтезаторного дуэта Orbital.
- 1969 — Томас Винтерберг, датский кинорежиссёр, сценарист и продюсер.
- 1971 — Лера Кудрявцева, российская теле- и радиоведущая, актриса и танцовщица.
- 1972 
  - Йенни Сесилия Берггрен, шведская певица, бывшая участница группы Ace of Base.
  - Александр Голубев, советский и российский конькобежец, олимпийский чемпион (1994).
- 1975 — Ева Польна, российская певица, автор песен, бывшая солистка группы «Гости из будущего».
- 1976
  - Артур Ацаламов, российский певец, рок-музыкант, автор песен. Народный артист Чеченской Республики (2006).
  - Кевин Гарнетт, американский баскетболист, олимпийский чемпион (2000).
- 1977 — Наталия Орейро, уругвайская певица и актриса.
- 1979
  - Андреа Пирло, итальянский футболист, чемпион мира (2006), тренер.
  - Диего Форлан, уругвайский футболист, лучший игрок чемпионата мира 2010 года.
- 1982 — Дженнифер Драган, американская актриса кино и телевидения.
- 1987
  - Джейн Вайзнер, британская актриса театра, кино и телевидения.
  - Линзи Коккер, британская актриса кино и телевидения.
  - Лукас Мюллер, немецкий спортсмен, олимпийский чемпион в академической гребле.
- 1992
  - Евгений Кузнецов, российский хоккеист, обладатель Кубка Стэнли (2018), двукратный чемпион мира (2012, 2014).
  - Сэм Смит, британский певец, автор песен, обладатель 4 премий «Грэмми», «Оскара» и др. наград.
  - Элеонор Томлинсон, британская актриса.

### XXI век
- 2003 — Джоджо Сива, американская танцовщица, певица и актриса.

## Скончались
См. также: Категория:Умершие 19 мая

### До XIX века
- 1125 — Владимир Мономах (р. 1053), великий князь киевский (1113—1125), государственный деятель, военачальник и писатель.
- 1389 — Дмитрий Донской (р. 1350), князь московский (с 1359), великий князь владимирский (с 1363).
- 1523 — Иоанн Андреевич (р. ок. 1477), сын угличского князя Андрея Горяя.
- 1536 — казнена Анна Болейн (р. ок. 1501), вторая супруга короля Англии Генриха VIII Тюдора.
- 1537 — Корнилий Комельский (р. 1457), вологодский чудотворец, святой Русской церкви, основатель Комельского монастыря.
- 1647 — Себастьян Вранкс (р. 1573), фламандский живописец и график эпохи барокко.
- 1707 — Жан д’Эстре (р. 1624), французский флотоводец, адмирал.
- 1715 — Чарльз Галифакс (р. 1661), английский финансист, создатель Английского банка и финансовой системы Британии.
- 1789 — Джузеппе Бонито (р. 1707), итальянский живописец неаполитанской школы.

### XIX век
- 1825 — граф Клод Анри Сен-Симон (р. 1760), французский философ, социолог, основатель школы утопического социализма.
- 1838 — графиня Екатерина Ивелич (р. 1795), русская поэтесса, автор эпиграмм.
- 1843 — Дмитрий Глебов (р. 1789), русский поэт, актуариус и переводчик, статский советник.
- 1864 — Натаниэль Готорн (р. 1804), американский писатель.
- 1868 — Бенджамин Ли Гиннесс (р. 1798), ирландский пивовар и первый лорд-мэр Дублина.
- 1895 — погиб Хосе Марти (р. 1853), кубинский революционер и писатель.

### XX век
- 1901 — Мартинус Вессел Преториус (р. 1819), южноафриканский политик, первый президент Трансвааля (1857—1860, 1864—1871), президент Оранжевого Свободного государства (1860—1863).
- 1912 — Болеслав Прус (наст. имя Александр Гловацкий; р. 1847), польский писатель и журналист.
- 1928 — Макс Шелер (р. 1874), немецкий философ и социолог.
- 1935 — погиб Лоуренс Аравийский (наст. имя Томас Эдвард Лоуренс; р. 1888), английский археолог, путешественник, военный, писатель, дипломат и разведчик.
- 1941 — покончил с собой Жан Котро[фр.] (р. 1895), французский инженер, разработчик философии трансгуманизма.
- 1943 — Артур Эдвард Уэйт (р. 1857), британский мистик, оккультист, масон.
- 1945 — Константин Тренёв (р. 1876), советский писатель-прозаик и драматург.
- 1954 — Чарлз Айвз (р. 1874), американский композитор,
- 1961 — Василий Зайцев (р. 1911), советский лётчик-истребитель, дважды Герой Советского Союза.
- 1962 — Габриеле Мюнтер (р. 1877), немецкая художница и график, представительница экспрессионизма.
- 1969 — Коулмен Хокинс (р. 1904), американский джазовый музыкант, тенор-саксофонист.
- 1970 — Илья Нусинов (р. 1920), советский драматург и киносценарист.
- 1971 — Огден Нэш (р. 1902), американский поэт-сатирик.
- 1975 — Смило фон Лютвиц (р. 1895), немецкий офицер, участник Первой и Второй мировых войн, генерал танковых войск.
- 1984 — Валерий Воронин (р. 1939), советский футболист, серебряный призёр чемпионата Европы (1964).
- 1985
  - Тапио Вирккала (р. 1915), финский дизайнер и скульптор.
  - Виктор Родригес Андраде (р. 1927), уругвайский футболист, чемпион мира (1950).
- 1987 — Джеймс Типтри-младший (наст. имя Элис Хастингс Брэдли-Шелдон; р. 1915), американская писательница.
- 1994 — Жаклин Кеннеди Онассис (р. 1929), вдова президента США Джона Кеннеди и греческого магната Аристотеля Онассиса.
- 1995 — Яков Сегель (р. 1923), киноактёр, кинорежиссёр, сценарист, прозаик, народный артист РСФСР.
- 1996 — Игорь Петрянов-Соколов (р. 1907), советский и российский физикохимик, академик.
- 1997 — Исаак Каплан (р. 1924), советский и российский художник кино, народный художник РФ.
- 2000 — Евгений Хрунов (р. 1933), лётчик-космонавт СССР, Герой Советского Союза.

### XXI век
- 2007 — Михаил Алексеев (р. 1918), русский писатель, журналист, военный корреспондент, Герой Социалистического Труда.
- 2008 — Римма Казакова (р. 1932), советская и российская поэтесса, переводчица, соавтор песен.
- 2014 — Джек Брэбем (р. 1926), трёхкратный чемпион мира и первый чемпион мира из Австралии в автогонках «Формула-1».
- 2015 — Евгений Меньшов (р. 1947), советский и российский актёр театра и кино, телеведущий, народный артист РФ.
- 2021 — Татьяна Проценко (р. 1968), советская киноактриса, Мальвина из фильма «Приключения Буратино».
- 2024 — погиб Ибрахим Раиси (р. 1960), иранский религиозный и политический деятель, президент Ирана (2021—2024).
- 2025
  - Юрий Владимиров (р. 1942), советский и российский артист балета, педагог. Народный артист СССР (1987).
  - Юрий Григорович (р. 1927), советский и российский хореограф, балетмейстер, артист балета, педагог и публицист.
  - Аурора Клавель (р. 1936), мексиканская актриса театра и кино.
  - Кэтлин Хьюз (р. 1928), американская актриса кино, телевидения и театра.

## Приметы
- Иов-горошник, россенник. Иов росы распустил.
- На Иова крестьяне сеяли горох, при этом приговаривая: «Сею, сею бел горох. Уродися, мой горох, и крупен, и бел, и сам-тридесят, жёнам на потеху, молодым ребятам на веселье»[17].
- Если большая роса и солнечный день — это к доброму урожаю огурцов.